# Chlamydonia angulata
Chlamydonia angulata är en skalbaggsart som beskrevs av Michael S. Caterino 2006. Chlamydonia angulata ingår i släktet Chlamydonia och familjen stumpbaggar. Inga underarter finns listade i Catalogue of Life.